# 柴娜
柴娜（英語：Chyna，1969年12月27日—2016年4月20日），原名乔安·玛丽·劳瑞尔（Joan Marie Laurer），美国职业摔角手、演员、魅力摄影模特、健美运动员和色情电影演员。

## 生平
柴娜出生在美国纽约州的罗切斯特。她于1995年被杀手科瓦尔斯基发现，在其职业摔角学校中接受训练。1997年加入D-Generation X，参加美国职业摔角（WWE）。她以“柴娜”之名出场，并一战成名。她拥有强壮的肉体，如男子一般的体魄，被称为“世界第九大奇迹”（Ninth Wonder of the World，第八大是巨人安德烈）。1999年10月17日，她夺得WWE洲际冠军。2000年1月3日，她与克里斯·杰利可打成平局，再夺WWE洲际冠军。2001年4月1日，她夺得WWE女子冠军并卫冕231天。
除了摔角事业之外，她曾两次做过花花公子杂志的模特，并在不少电视剧和电影中出场。2004年，她和肖恩·瓦特曼拍摄的性爱录像带《中国一夜》发布，她开始涉足色情电影界。
2016年4月21日，柴娜被发现死于位于加利福尼亚州雷东多海滩的自己家中。据警方调查，她当时已死亡一天以上。